# Piyassilis
Piyassilis est un prince hittite (mort vers 1315 av. J.-C., appelé aussi Sarri-Kusuh. Il est l'un des fils cadets du roi Suppiluliuma ier, plus jeune qu'Arnuwanda ii et l'aîné du maladif Zannanza et du futur Grand Roi Mursili ii. Après la bataille de Qadesh, il reçut de son père, comme vice-roi, le trône de Karkemish.

## Vie
Suppiluliuma, après avoir attaqué le Mitanni et mis a sac sa capitale Wassukanni conclut un traité avec Shattiwazza, fils du roi Tushratta de Mitanni. Son fils Piyassilis mena alors une armée hittite afin de rétablir Shattiwazza sur le trône d’Hanilgalbat. D’après des sources hittites, Piyassilis et Shattiwazza traversèrent l’Euphrate à Karkemish, marchèrent ensuite contre Irridu, en territoire hourrite. Après avoir pris Irridu et Harran, il se dirigèrent vers l’est en direction de Wassukanni et capturèrent peut-être la capitale Taite. 
Shattiwazza ayant retrouvé le pouvoir de Mitanni, Piyassilis reçut de son père le territoire d’Ashtata (notamment les villes d’Ekalte, Ahuna et Terqa) et Karkemish (qui appartenait formellement au Mitanni) : « Et toutes les cités du pays de Karkemish, Murmurik, Shipri, Mazuwati et Urun – ces cités fortifiées – je les donne à mon fils. » (Traité entre Suppiluliuma et Shattiwazza). En fait, l’intégralité du territoire de Mitanni situé à l’ouest de l’Euphrate) semble être passé sous contrôle hittite et avoir été gouverné par Piyassilis. Celui-ci devint alors formellement roi de Karkemish et des territoires dépendants.
Quand les Égyptiens attaquèrent Qadesh, la ville fut assiégée et prise par Suppililiuma ier. La population fut déportée et Piyassilis fut fait gouverneur. Il tomba malade et mourut avant la neuvième année du règne de Mursili ii. Après sa mort, une révolte éclata à Qadesh et Nuhashshe. Après qu’elle eut été étouffée, le fils de Piyassilis, Sahurunuwa, héritier du trône de Karkemish, fut fait roi de Qadesh par son oncle Mursili ii.

## Lignage
L'arbre généalogique ci-dessous est une reconstruction possible, parmi d'autres, du lignage de la famille royale de l'empire hittite. La nomenclature des souverains, les liens de parenté demeurent obscurs par de nombreux aspects,,.